# Jeff Corey (Schauspieler)
Jeff Corey (eigentlich Arthur Zwerling; * 10. August 1914 in Brooklyn, New York; † 16. August 2002 in Santa Monica, Kalifornien) war ein US-amerikanischer Schauspieler und Schauspiellehrer.

## Leben und Karriere
Corey begann seine schauspielerische Karriere in den 1930er Jahren als Shakespeare-Darsteller und gelangte im folgenden Jahrzehnt nach Hollywood, wo er bald ein gefragter Charakterdarsteller wurde. Zu Zeiten des Komitees für unamerikanische Umtriebe (House Committee on Un-American Activities) geriet seine Karriere 1951 allerdings ins Stocken. Er weigerte sich, die Fragen des Ausschusses zu beantworten, sodass sein Name auf die Schwarze Liste gesetzt wurde und ihm für Jahre weitere Engagements verwehrt blieben.
Daraufhin begann Corey, als Schauspiellehrer zu arbeiten und unterrichtete zahlreiche Schüler und Schülerinnen, unter ihnen Jane Fonda, James Dean, Anthony Perkins, Jack Nicholson, Barbra Streisand, Leonard Nimoy und Robin Williams. Im Gegensatz zum Method Acting versuchte Corey nicht, die Schauspieler tief in ihr Unterbewusstsein eindringen zu lassen, sondern gab ihnen stattdessen Improvisationsaufgaben, die ihre Einbildungskraft herausstellen sollten.
Mit seiner Mitwirkung in Der Balkon kehrte er 1963 als Darsteller auf die Leinwand zurück und spielte über 150 Rollen in Film und Fernsehen bis zum Ende des Jahrtausends. Seine wohl bekannteste Rolle war der Sheriff Bledsoe in Butch Cassidy und Sundance Kid.
Corey war von 1938 bis zu seinem Tod 64 Jahre später mit Hope Victorson verheiratet, das Paar hatte drei Kinder. Er starb im Alter von 88 Jahren an den Folgen eines Sturzes.

## Filmografie (Auswahl)

### Kino- und Fernsehfilme
- 1938: Im Namen des Gesetzes (I Am the Law)
- 1940: Dritter Finger, linke Hand (Third Finger, Left Hand)
- 1940: Bitter Sweet
- 1940: You’ll Find Out
- 1941: Der Teufel und Daniel Webster (The Devil and Daniel Webster)
- 1941: Du gehörst zu mir (You Belong to Me)
- 1942: Roxie Hart
- 1942: Tennessee Johnson
- 1943: Frankenstein trifft den Wolfsmenschen (Frankenstein Meets the Wolf Man)
- 1943: Flicka (My Friend Flicka)
- 1946: Irgendwo in der Nacht (Somewhere in the Night)
- 1946: Skandal im Sportpalast (Joe Palooka, Champ)
- 1946: Rächer der Unterwelt (The Killers)
- 1947: California
- 1947: The Shocking Miss Pilgrim
- 1947: Die Farm der Gehetzten (Ramrod)
- 1947: Das Wunder von Manhattan (Miracle on 34th Street)
- 1947: Zelle R 17 (Brute Force)
- 1947: Die Unbesiegten (Unconquered)
- 1948: Dr. Johnsons Heimkehr (Homecoming)
- 1948: Rebellion im grauen Haus (Canon City)
- 1948: Der Superspion (A Southern Yankee)
- 1948: Johanna von Orleans (Joan of Arc)
- 1948: Im Banne der roten Hexe (Wake of the Red Witch)
- 1949: Die Brut des Satans (City Across the River)
- 1949: Sumpf des Verbrechens (Scene of the Crime)
- 1949: Die schwarzen Teufel von Bagdad (Bagdad)
- 1949: Der Kampf um den Sonora-Pass (Roughshod)
- 1950: Rauchende Pistolen (Singing Guns)
- 1950: Mississippi-Express (Rock Island Trail)
- 1950: Zwischen zwei Frauen (Bright Leaf)
- 1950: Der Nevada-Mann (The Nevadan)
- 1950: Blutiger Staub (The Outriders)
- 1951: Vierzehn Stunden (Fourteen Hours)
- 1951: Zwei in der Falle (Rawhide)
- 1951: Bis zum letzten Atemzug (Only The Valiant)
- 1951: Der Todesfelsen von Colorado (New Mexico)
- 1951: Sirocco – Zwischen Kairo und Damaskus (Sirocco)
- 1951: Die Diebe von Marschan (The Prince Who Was a Thief)
- 1951: Superman and the Mole-Men
- 1951: Die Hölle der roten Berge (Red Mountain)
- 1963: Der Balkon (The Balcony)
- 1963: Kennwort: Canary (The Yellow Canary)
- 1964: Lady in a Cage
- 1965: Der Schatz der Azteken
- 1965: Millionenraub in San Francisco (Once a Thief)
- 1965: Cincinnati Kid (The Cincinnati Kid)
- 1966: Der Mann, der zweimal lebte (Seconds)
- 1967: Kaltblütig (In Cold Blood)
- 1968: Der Frauenmörder von Boston (The Boston Strangler)
- 1969: Auf der Jagd nach dem verlorenen Gold (Impasse)
- 1969: Der Marshal (True Grit)
- 1969: Zwei Banditen (Butch Cassidy and the Sundance Kid)
- 1970: Rückkehr zum Planet der Affen (Beneath the Planet of the Apes)
- 1970: Getting Straight
- 1970: Zehn Stunden Zeit für Virgil Tibbs (They Call Me Mister Tibbs!)
- 1970: Little Big Man
- 1971: Shoot Out – Abrechnung in Gun Hill (Shoot Out)
- 1971: Ein Mann greift zur Waffe (Clay Pigeon)
- 1971: Catlow – Leben ums Verrecken (Catlow)
- 1972: Haus des Bösen (Something Evil, Fernsehfilm)
- 1975: Papier Tiger (Paper Tiger)
- 1975: Das Trauma (The Premonition)
- 1976: Der letzte Tycoon (The Last Tycoon)
- 1977: Der Fluch der schwarzen Witwe (Curse of the Black Widow, Fernsehfilm)
- 1977: Oh Gott … (Oh, God!)
- 1977: Junge über Bord (Captains Courageous, Fernsehfilm)
- 1978: Jennifer
- 1978: Die Wildgänse kommen (The Wild Geese)
- 1978: Der Pirat (The Pirate, Fernsehfilm)
- 1979: Butch & Sundance – Die frühen Jahre (Butch and Sundance: The Early Days)
- 1979: Der Rächer (Up River)
- 1980: Sador – Herrscher im Weltraum (Battle Beyond the Stars)
- 1982: Talon im Kampf gegen das Imperium (The Sword and the Sorcerer)
- 1984: Conan der Zerstörer (Conan the Destroyer)
- 1985: Creator – Der Professor und die Sünde (Creator)
- 1985: Die Nacht ohne Mitleid (Final Jeopardy, Fernsehfilm)
- 1986: Geschlechtsumwandlung – I Change My Life (Second Serve, Fernsehfilm)
- 1988: Das Gesetz ist der Tod (Messenger of Death)
- 1989: Tödliche Stille (A Deadly Silence, Fernsehfilm)
- 1990: Die Liebe einer Spionin (The Rose and the Jackal, Fernsehfilm)
- 1990: Ein Vogel auf dem Drahtseil (Bird on a Wire)
- 1990: Das Buch der Liebe (To My Daughter, Fernsehfilm)
- 1990: The Judas Project
- 1992: Ruby Cairo
- 1993: Eine Familie namens Beethoven (Beethoven’s 2nd)
- 1994: Surviving the Game – Tötet ihn! (Surviving the Game)
- 1994: Color of Night
- 1996: Lotterie des Schreckens (The Lottery, Fernsehfilm)
- 1998: Ted

### Fernsehserien
- 1961: Die Unbestechlichen (The Untouchables, Folge 2x20)
- 1963: The Outer Limits (Folge 1x07)
- 1964: Perry Mason (Folge 8x10)
- 1965: Tausend Meilen Staub (Rawhide, Folge 8x01)
- 1965, 1968: Verrückter wilder Westen (The Wild Wild West, 2 Folgen)
- 1966–1967: Wettlauf mit dem Tod (Run for Your Life, 2 Folgen)
- 1966, 1971: Bonanza (2 Folgen)
- 1969: Rauchende Colts (Gunsmoke, Folge 14x22)
- 1969: Raumschiff Enterprise (Star Trek: The Original Series, Folge 3x21 Die Wolkenstadt)
- 1969, 1971: Hawaii Fünf-Null (Hawaii Five-O, 2 Folgen)
- 1970, 1971: Night Gallery (Fernsehserie, 2 Folgen)
- 1971: Mannix (Fernsehserie, Folge 4x24)
- 1972: The Bold Ones: The New Doctors (Folge 4x03)
- 1972: Alias Smith und Jones (Alias Smith and Jones, Folge 3x08)
- 1973: Die Straßen von San Francisco (The Streets of San Francisco, Folge 1x24)
- 1973: Owen Marshall – Strafverteidiger (Owen Marshall: Counselor at Law, Folge 3x07)
- 1974: Hawkins (Folge 1x06)
- 1975: Der Sechs-Millionen-Dollar-Mann (The Six Million Dollar Man, Folge 2x13 Todsicher)
- 1975: Starsky & Hutch (Folge 1x03)
- 1975: Kojak – Einsatz in Manhattan (Kojak, Folge 3x13)
- 1976: Ein Sheriff in New York (McCloud, Folge 6x05)
- 1976: Die Zwei mit dem Dreh (Switch, 2 Folgen)
- 1977: Die Sieben-Millionen-Dollar-Frau (The Bionic Woman, Folge 2x20 Der Fluch des Masau)
- 1978: Fantasy Island (Folge 2x07)
- 1978, 1979: Barney Miller (2 Folgen)
- 1979, 1981: Unsere kleine Farm (Little House on the Prairie, 2 Folgen)
- 1980–1982: Lou Grant (3 Folgen)
- 1982: Unter der Sonne Kaliforniens (Knots Landing, Folge 4x12)
- 1984: Computer Kids (Whiz Kids, Folge 1x11)
- 1984, 1986: Harrys wundersames Strafgericht (Night Court, 2 Folgen)
- 1985: Simon & Simon (Folge 4x18 Engelsstaub)
- 1985: Hell Town (8 Folgen)
- 1986: Das A-Team (The A-Team, Folge 5x08 Glückstreffer)
- 1986: Der Mann vom anderen Stern (Starman, Folge 1x11)
- 1988: Krieg der Welten (War of the Worlds, Folge 1x06)
- 1989: Roseanne (Folge 1x21 Auch Tote brauchen einen Namen)
- 1989: Jake und McCabe – Durch dick und dünn (Jake and the Fatman, Folge 3x06)
- 1990: Die Schöne und das Biest (Beauty and the Beast, Folge 3x10)
- 1990: Bagdad Cafe (Folge 2x04)
- 1992: Frank Sinatra – Der Weg an die Spitze (Sinatra, Miniserie, 2 Folgen)
- 1995: Der Marshal (The Marshal, Folge 1x07)
- 1995: Picket Fences – Tatort Gartenzaun (Picket Fences, Folge 4x09)
- 1995–1997: New Spider-Man (Spider-Man: The Animated Series, 5 Folgen, Sprechrolle)
- 1996: Babylon 5 (Folge 3x22 Der Alleingang)
- 1997: Murphy Brown (Folge 9x24)
- 2000: Charmed – Zauberhafte Hexen (Charmed, Folge 2x22 Wünsch Dir was)
- 2000: The District – Einsatz in Washington (The District, Folge 1x08)